# Gnathopalystes
Genre
Gnathopalystes est un genre d'araignées aranéomorphes de la famille des Sparassidae.

## Distribution
Les espèces de ce genre se rencontrent en Océanie, en Asie du Sud-Est, en Asie du Sud et en Asie de l'Est.

## Liste des espèces
Selon World Spider Catalog (version 25.5, 01/10/2024) :
- Gnathopalystes aureolus (He & Hu, 2000)
- Gnathopalystes crucifer (Simon, 1880)
- Gnathopalystes denticulatus (Saha & Raychaudhuri, 2007)
- Gnathopalystes ferox Rainbow, 1899
- Gnathopalystes flavidus (Simon, 1897)
- Gnathopalystes ignicomus (L. Koch, 1875)
- Gnathopalystes kochi (Simon, 1880)
- Gnathopalystes nigriventer (Kulczyński, 1910)
- Gnathopalystes nigrocornutus (Merian, 1911)
- Gnathopalystes pallidus (Rainbow, 1920)
- Gnathopalystes rutilans (Simon, 1899)
- Gnathopalystes taiwanensis Zhu & Tso, 2006

## Systématique et taxinomie
Ce genre a été décrit par Rainbow en 1899 dans les Clubionidae. Il est placé en synonymie avec Palystes par Simon en 1903. Il est relevé de synonymie par Croeser en 1996.

## Publication originale
- Rainbow, 1899 : « Contribution to a knowledge of the araneidan fauna of Santa Cruz. » Proceedings of the Linnean Society of New South Wales, vol. 24, p. 304-321 (texte intégral).